# Grattavache
Grattavache (Grâtavatse  en patois fribourgeois) est une localité et une ancienne commune suisse du canton de Fribourg, située dans le district de la Veveyse. De plus, selon l’Office fédéral de la topographie, Grattavache se trouve au centre géographique officiel de la Suisse romande.

## Histoire
Située aux sources de la Mionnaz, entre Le Crêt et Semsales, l'ancienne commune de Grattavache est constituée d'habitats dispersés. Au Moyen Âge, Grattavache fait partie de la châtellenie de Rue et de la paroisse de Saint-Martin. La conquête du Pays de Vaud de 1536 en fait une possession fribourgeoise. Grattavache est rattaché à la paroisse du Crêt en 1670 et intégré au bailliage, puis district (1798) de Rue. Le village fait partie de celui de la Veveyse depuis 1848. Le ruisseau de la Vaux entraînait des moulins. Une école est signalée à Grattavache en 1799.
Au début du XIXe siècle, Jean-Baptiste-Jérôme Brémond, propriétaire des mines et verreries de Semsales (sur le territoire de l'ancienne commune de Progens), y construit la ferme de la Châtelaine, grande exploitation agricole modèle, agrandie par la mise en valeur de terrains de pacage et de tourbières après extraction du combustible. Le bâtiment abritant l'école et la fromagerie (aujourd'hui une cordonnerie) est élevé vers 1850. Grattavache est resté un village essentiellement agricole et artisanal. La construction de l'A12, dans les années 1970, a entraîné un remaniement parcellaire. La population a beaucoup augmenté au cours de la décennie suivante, grâce au développement d'une zone résidentielle. En 2000, les pendulaires constituaient plus des deux tiers de la population active.
Le 1er janvier 2004, Grattavache fusionne avec ses voisines de Le Crêt et Progens pour former la commune de La Verrerie.

## Toponymie
1403 : Ginta Vachi

## Démographie
Grattavache comptait 192 habitants en 1850, 215 en 1900, 163 en 1950, 134 en 1980, 225 en 2000.